# Wu Assassins
Wu Assassins ist eine US-amerikanische Action-Krimiserie mit Mysteryelementen von John Wirtz und Tony Krantz, die am 8. August 2019 beim Streaminganbieter Netflix veröffentlicht wurde. Die Hauptrollen übernahmen Iko Uwais, Katheryn Winnick und Byron Mann. Die Serie handelt von dem Koch Kai Jin, der in San Francisco in den Krieg der Triadenbanden gezogen wird.

## Handlung
Der chinesisch-indonesische Koch Kai Jin lebt und arbeitet in der Chinatown von San Francisco. Er hat den Traum, dort einen Foodtruck zu eröffnen. Eines Tages wird er von Schlägern der Triade angegriffen und entkommt, findet aber eine bewusstlose junge Frau auf der Straße. Die Frau wacht auf und verrät, dass sie Ying Ying ist, der erste Wu-Attentäter. Sie hält Kai für herzensrein und gibt ihm einen Mönchs-Splitter, der ihm mystische Macht gibt. Somit wird Kai zum neuen und titelgebenden „Wu Assassin“, also dem Wu-Attentäter, der die fünf Wu-Kriegsherren töten muss, um so das Gleichgewicht des Dao wieder herzustellen. Die Wu-Kriegsherren sind mit mystischen Kräften ausgestattete Menschen, die jeweils eine Elementarkraft in sich aufgenommen haben. Es gibt den Erd-Wu, den Holz-Wu, den Wasser-Wu, den Metall-Wu und den Feuer-Wu.
Kais Ziehvater, der Triadenboss Uncle Six, kontrolliert einen Großteil der kriminellen Unterwelt San Franciscos und entpuppt sich im Laufe der Serie als Feuer-Wu. Kai arbeitet zunächst im Restaurant „Master Wahs“ der Besitzerin Jenny Wah, die sich Geld von Uncle Six geliehen hat, um das Restaurant ihrer Eltern zu restaurieren. Deren Bruder, Tommy Wah, ist heroinabhängig und selbst Triadenmitglied. Beide sind gute Freunde von Kai und unterstützen ihn in seinem Kampf gegen die übermächtigen Gegner.
Weitere Unterstützung bekommen sie von Christine „CG“ Gavin, einer Polizistin, die von ihrem Chef Frank Fletcher darauf angesetzt wird, sich als Undercover-Agentin in die Triade einschleusen zu lassen. Sie gerät in Kontakt mit dem Triadenmitglied Lu Xin Lee, der Kai Jins bester Freund ist, und arbeitet in dessen Autowerkstatt. Auf diese Weise soll sie versuchen, Informationen über den Krieg zwischen der russischen Mafia (angeführt vom Schotten McCullough) und der Triade zu erhalten.
Kai tut sich derweil schwer damit, die Rolle des Wu-Attentäters zu akzeptieren, da er sich nicht als Mörder sieht. Ab und an trifft sich Kai an einem Ort außerhalb von Raum und Zeit mit Ying Ying, die ihm berichtet, dass er bereits der tausendste Wu-Attentäter ist – und damit auch der letzte. Alle bisherigen sind gescheitert. Sie selbst war der erste Wu-Attentäter, der es geschafft hat, alle fünf Wu-Krieger zu besiegen – allerdings wurde auch sie dann getötet. Ying Ying zeigt Kai die Statuen aller früheren Wu-Attentäter, die nun in ihm wirken und ihm ihre Macht geben.
Uncle Six erfährt, dass McCullough der Holz-Wu ist. McCullough erklärt, dass er vor etwa 500 Jahren selbst einmal der Wu-Attentäter war. Nachdem der Wasser-Wu jedoch seine Frau und sein Kind getötet hatte, versuchte er, diese wiederzubeleben, indem er sich selbst tötet und dann sofort die Macht des Holz-Wu übernahm, der Heilungskräfte besitzt und selbst unsterblich ist. Es gelang ihm jedoch nicht, seine Familie wieder zum Leben zu erwecken – hierfür ist es nötig, alle fünf Wu-Stücke zu vereinen und ein Portal zu öffnen. McCullough plant daher, alle fünf Wu-Teile in seinen Besitz zu bringen. Damit würde es ihm gelingen, seine Familie wiederzubeleben – allerdings würde infolgedessen die Welt untergehen.
Feuer-Wu Uncle Six und Kai durchschauen den Plan und versuchen, Wu-Krieger nach und nach zu töten, um McCollough aufzuhalten. Mit einer besonderen Giftmischung, dem Gu, gelingt es Kai, das Element des Feuer-Wu aus Uncle Six zu entfernen. Kai übergibt das Element des Feuer-Wu an CG, damit es in Sicherheit ist und er sich in Ruhe um die anderen Wu-Krieger kümmern kann. Allerdings wird diese Übergabe von Zan beobachtet, einer Triadin, die zugleich für McCullough arbeitet. Somit erfährt McCullough, dass Uncle Six nicht mehr der Feuer-Wu ist und dass Kai der Wu-Attentäter ist.
Kai gelingt es, den Erd-Wu aufzuspüren und ihn zu töten, wobei dieser ihn bedrängt, die Erdscherbe auf jeden Fall von McCullough fernzuhalten.
Währenddessen trifft sich der Metall-Wu mit McCullough, um das Feuer-Wu-Element von CG zu bekommen.
CG lässt sich absichtlich von der Polizei festnehmen, indem sie vor den Augen von zwei Polizisten so tut, als würde sie ein Auto klauen. Ihr Ziel ist, Frank Fletcher, ihren Chef, zu sehen und ihm alles zu erzählen. Der Metall-Wu, der als einziger nach Belieben in andere Körper schlüpfen kann, übernimmt jedoch die Kontrolle über eine Polizistin namens Riley, um ebenfalls Zugang zum Revier zu bekommen. Dort schlüpft sie dann in den Körper von Frank Fletcher – und von diesem in den Körper von CG. Tommy und Jenny sind ebenfalls im Polizeirevier, da Tommy von der Polizei festgenommen worden war. Jenny gelingt es, das Element des Feuer-Wu zu greifen, sodass sie der neue Feuer-Wu wird. Der inzwischen eingetroffene McCullough verletzt Tommy schwer und bietet einen Deal an: Jenny muss sich opfern, um das Element des Feuer-Wu freizugeben, sonst wird Tommy sterben.
Nun kommt Miss Jones, der Wasser-Wu, ins Spiel. Diese ist für McCullough auf der Suche nach einem Artefakt, das ein Wegweiser ins Jenseits ist. Sie findet es bei einem alten, wohlhabenden Mann, den sie nach einem verlorenen Pokerspiel tötet.
Zan trifft sich derweil mit Uncle Six und erzählt ihm von dem Deal: McCullough hat CG, Tommy und Jenny gefangen genommen. Um sie zu befreien, muss Kai McCullough die Erd-Wu-Scherbe geben. McCullough ruft Kai an, doch Kai lehnt den Deal zunächst ab. Uncle Six versucht, eine Triadenarmee zu rekrutieren, wird jedoch von Zan getötet, die sich inzwischen selbst zur Triadenchefin aufgeschwungen hat.
Kai geht mit Lu Xin nun doch zu McCulloughs Treffen. McCullough heilt Tommy, Kai versucht, McCulloughs Plan zu vereiteln, indem er Tommy das Erd-Wu gibt. McCullough enthüllt jedoch, dass das Tor zum Dao genau dann geöffnet wird, wenn alle fünf Wu-Elemente menschliche Wirte gefunden haben und mit dem Artefakt in Verbindung stehen. Diese Situation liegt nun vor. Die Gruppe wird somit zum Dao transportiert, wo Kai es schafft, die fünf Wu-Stücke zu sammeln und ein Portal zur menschlichen Welt zu öffnen. Lu Xin führt die anderen durch das Portal zurück in die menschliche Welt, während Kai McCullough durch ein Portal folgt, das ihn zu seiner Familie transportiert. McCullough vereint sich wieder mit seiner Familie, doch Kai spürt McCullough auf und tötet ihn schließlich, schont aber seine Familie.
Sechs Wochen später erzählt Lu Xin Kai, dass Zan in Macau ist, um mehr Mitglieder zu rekrutieren, und Lu geht, um CG zu sehen. Nach einem innigen Kuss fährt CG mit Lus Auto davon.
In der letzten Szene der Staffel begegnet Kai in Jennys Restaurant wieder  Ying Ying, die ihm sagt, dass die Welt auch weiterhin einen Wu-Attentäter braucht. Dann beginnt das Gebäude zu beben und einzustürzen. Hiermit endet die Staffel – und es ist ein Übergang zu einer möglichen Fortsetzung geschaffen.

## Besetzung und Synchronisation
Die deutschsprachige Synchronisation der Serie wurde bei der VSI Berlin nach einem Dialogbuch von Verena Ludwig und unter der Dialogregie von Fritz Rott erstellt.

### Hauptbesetzung
| Rolle                | Darsteller       | Synchronsprecher  |
| -------------------- | ---------------- | ----------------- |
| Kai Jin              | Iko Uwais        | Marcel Collé      |
| Uncle Six            | Byron Mann       | Frank Röth        |
| Jenny Wah            | Li Jun Li        | Marieke Oeffinger |
| Tommy Wah            | Lawrence Kao     | Bastian Sierich   |
| Ying Ying            | Celia Au         | Mia Diekow        |
| Lu Xin Lee           | Lewis Tan        | Florian Clyde     |
| Christine „CG“ Gavin | Katheryn Winnick | Mareile Moeller   |

### Nebenbesetzung
| Rolle           | Darsteller       | Synchronsprecher  |
| --------------- | ---------------- | ----------------- |
| Alec McCullough | Tommy Flanagan   | Wolfgang Wagner   |
| Mr. Young       | Tzi Ma           | Peter Reinhardt   |
| Zan             | JuJu Chan        | Eva Thärichen     |
| Miss Jones      | Summer Glau      | Josephine Schmidt |
| Frank Fletcher  | Cranston Johnson | Gerrit Hamann     |
| Mönch           | Mark Dacascos    |                   |
| Inspector Boyd  | Jesse Hutch      | Tobias Nath       |

## Produktion und Veröffentlichung
Die erste Staffel wurde zwischen August und November 2018 an Originalschauplätzen in Vancouver in Kanada gedreht.
Am 23. Juli 2019 wurde ein Trailer veröffentlicht. Am 8. August 2019 wurden alle zehn Episoden der ersten Staffel auf Netflix zum Streaming freigegeben.

## Episodenliste
| Nr.                                                                                       | Deutscher Titel        | Originaltitel      | Regie            | Drehbuch                       |
| ----------------------------------------------------------------------------------------- | ---------------------- | ------------------ | ---------------- | ------------------------------ |
| 1                                                                                         | Kai, der Koch          | Drunken Watermelon | Stephen Fung     | John Wirth                     |
| 2                                                                                         | Vergeudete Jugend      | Misspent Youth     | Stephen Fung     | Cameron Litvack                |
| 3                                                                                         | Scharfes Hühnchen      | Fire Chicken       | Roel Reiné       | Yalun Tu                       |
| 4                                                                                         | Sich windende Schlange | A Twisting Snake   | Roel Reiné       | David Simkins                  |
| 5                                                                                         | Codladh Sámh           | Codladh Sámh       | Toa Fraser       | Julie Benson & Shawna Benson   |
| 6                                                                                         | Gu Assassins           | Gu Assassins       | Toa Fraser       | Cameron Litvack & John Wirth   |
| 7                                                                                         | Vermächtnis            | Legacy             | Katheryn Winnick | Cameron Litvack & John Wirth   |
| 8                                                                                         | Ladies’ Night          | Ladies’ Night      | Tony Krantz      | Julie Benson & Shawna Benson   |
| 9                                                                                         | Pfade – Teil 1         | Paths Pt. 1        | Michael Nankin   | David Simkins & Yalun Tu       |
| 10                                                                                        | Pfade – Teil 2         | Paths Pt. 2        | Michael Nankin   | Cameron Litvack & Jessica Chou |
| Am 8. August 2019 wurden alle Folgen der Staffel gleichzeitig bei Netflix veröffentlicht. |                        |                    |                  |                                |

## Rezeption
Die Serie konnte bei bisher sechs ausgewerteten Kritiken 67 Prozent der Kritiker überzeugen und erhielt hierbei eine durchschnittliche Bewertung von 6 der möglichen 10 Punkte.

## Abschließender Spielfilm
Die Serie wurde von Netflix trotz ihres offenen Endes nicht für eine zweite Staffel verlängert. Stattdessen erschien am 17. Februar 2022 unter dem Titel Fistful of Vengeance ein abschließender Spielfilm. Von der Hauptbesetzung kehrten Iko Uwais sowie Lawrence Kao und Lewis Tan in ihren Rollen zurück, nicht jedoch Byron Mann, Li Jun Li sowie Kathryn Winnick. Neu im Cast war unter anderem Pearl Thusi als Polizistin Zama sowie Francesca Corney als Preya.
Inhaltlich knüpfte der Film nicht unmittelbar an das Ende der ersten Staffel an. Der Cliffhanger wird nur indirekt aufgelöst, indem Kai auf der Suche nach Rache für den Tod seiner Freundin gezeigt wird. Dabei verschlägt es die Hauptfigur nach Bangkok, wo Kai Jin es mit einer geheimnisvollen Unterweltanführerin zu tun bekommt, die offenbar über magische Kräfte verfügt und mit den Mächten des Chaos im Bunde steht.